# المركز الصيني لشهادات الجودة
المَركز الصيني لشِهادات الجَودة « CQC، بالصيني 中国质量认证中心 ،بالبينيين Zhōng Guó Zhèliáng Rènzhèng Zhōngxīn  »هو إدارة صينية موجودة في بيكين ومسؤولة عن تنفيذ شهادة الجودة. كما انها مسؤولة عن معايير المنتجات ومعايير الجودة للمنتجات المبيعة في السوق الصيني.

## الإدارات العُليا
يَخْضع مَركز شِهادات الجَودة الصِيني لسَيطرة مَجموعة الاعْتماد والتَفتيش بالصين المُعتمدة مِن الإدارة العامة لمُراقبة الجودة والتفتيش والحَجْرِ الصِحي الحُكومية  وإدارة التَصديق والاعْتِمادات لجُمهورية الصِين الشعبية.

## التَاريخ
تَطَورت الإدَارة مِن الهَيئة الصِينية السَابقة لشهاداتِ المُطابقة للأجهزةِ الكهربيةِ  والتي تأسسَت عام 1985. وفي أبريل عام 2002، تأسسَ المركز الصيني لشهادة الجودة كنتيجة لاندماج عِدة مُنظمات ووكالات إِدارية (ومِن بينِها مركز شهادات الجودة وتفتيش شركات استيراد وتصدير السِلع الصيني الوطني، واللجنة الفرعية للأجهزة الوطنية، واللجنة الفرعية للأجهزة المنزلية، ومكتب بكين لمُراجعة المكتب الصيني لفحص السلع). في سبتمبر 2007، تَمت إعادة هَيكلة السلطة. في 2014، أصبح المركز الصيني لشهادات الجودة أكبر سلطة للإعمادات في الصين.

## العضوية
المركز الصيني لشهادة الجودة هو هيئة وطنية لإصدار الشهادات(NCB) وعضو رسمي للمنظمات التالية:
- IQ net
- الاتحاد الدولي لحركات الزراعة العضوية
- ANF
- CITA[3]

## روابط خارجية
http://www.cqc.com.cn/www/english/